# Carry You Home (canção de Zara Larsson)
"Carry You Home" é uma canção da cantora sueca Zara Larsson de seu primeiro álbum de estúdio, 1 . O single alcançou a posição de número três na Suécia e recebeu a certificação de Platina 2 ×. 

## Vídeo de música
O videoclipe foi lançado em 13 de maio de 2014. 

## Desempenho nas paradas musicais

### Tabelas semanais
"Carry You Home" estreou no número cinco, alcançando o pico do número três, quatro semanas depois. Permaneceu no top 50 por 22 semanas.
| Tabela musical (2014–15)                  | Melhor posição |
| ----------------------------------------- | -------------- |
| Eslováquia (Singles Digitál Top 100)      | 58             |
| República Checa (Singles Digitál Top 100) | 56             |
| Suécia (Sverigetopplistan)                | 3              |

### Tabelas-de fim de ano
| Tabela musical (2014)      | Posição |
| -------------------------- | ------- |
| Sweden (Sverigetopplistan) | 48      |

## Certificações
| País                                                                        | Certificação | Certificações e vendas |
| --------------------------------------------------------------------------- | ------------ | ---------------------- |
| Suécia (GLF)                                                                | Platina      | 80,000^                |
| ^apenas com base na certificação ‡vendas+streaming com base na certificação |              |                        |

## Histórico de lançamento
| Região | Data               | Formato          | Gravadora |
| ------ | ------------------ | ---------------- | --------- |
| Suécia | 12 de maio de 2014 | Download digital | TEN       |